# Neodiadelia minuta
Neodiadelia minuta là một loài bọ cánh cứng trong họ Cerambycidae.